# Birni N'Gaouré
Birni N'Gaouré est une commune urbaine et une ville chef-lieu du département de Boboye dans la région de Dosso, au sud-ouest du Niger.

## Géographie

### Administration
Birni N'Gaouré est une commune urbaine du département de Boboye, dans la région de Dosso au Niger.

C'est le chef-lieu de ce département.
Le Chef de canton actuel est Lamido Abdou Beidi[Quand ?].

### Situation
Birni N'Gaouré est située à environ 35 km à l'ouest de Dosso et 100 km au sud-est de Niamey, la capitale du pays.
| Fakara  | N'Gonga        | Kiota             |
| Fakara  | Birni N'Gaouré | Garankédey, Gollé |
| Fabidji | Fabidji        | Kankandi          |

### Relief et environnement
La ville est située dans le Dallol Bosso, un ancien cours d'eau, c'est ce qui explique que la nappe phréatique est très proche (environ 2 mètres, parfois moins). Le Boboye est une région très favorable aux cultures de contre saison.

## Histoire
« Birni », dérive du mot de langue Haoussa pour une ville fortifiée.

## Population
La population de la commune urbaine était estimée à 54 622 habitants en 2011, dont 14 430 pour la ville chef-lieu,.
La commune est peuplée par les ethnies Zarma et Foulbé.